# Isabella Bird
Isabella Lucy Bird (Boroughbridge, Yorkshire del Norte, 1831-Edimburgo, 1904) fue una exploradora, escritora, fotógrafa, naturalista y enfermera inglesa del siglo XIX. Ella junto a Fanny Jane Butler fundó el hospital John Bishop Memorial en Srinagar. Fue la primera mujer en ser elegida por la Royal Geographical Society.

## Primeros años
Bird nació el 15 de octubre de 1831 en Boroughbridge, Yorkshire del Norte hogar de su abuela materna. Sus padres fueron el Reverendo Edward Bird y Dora Lawson.
Isabella se mudó varias veces durante su infancia. Su padre fue el primer curato de Boroughbridge comenzando en el año 1830, allí fue donde conoció a Dora, la madre de Isabella. En el año 1832 el padre de Isabella, el Reverendo Bird fue nombrado coadjutor en Maidenhead donde el hermano de Isabella, Edward nació y murió cuando apenas tenía un año de edad. Como resultado de la enfermedad del padre de Isabella, la familia de ella se mudó en el año de 1834 a Tattenhall en Cheshire, en ese mismo año nació Henrietta, la hermana de Isabella.
Isabella desde muy pequeña fue directa a la hora de emitir cualquier opinión acerca de lo que ella pensaba de algo o de alguien. A la edad de seis años, ella le preguntó a un miembro del parlamento de South Cheshire el Sir Malpas de Grey Tatton Egerton lo siguiente: ¿qué tenía de bueno para que el Reverendo Bird votara por él?".

Por el punto de vista tan controversial del padre Isabella en contra de trabajar el día domingo causó en su congregación disminuyera y en el año 1842, solicita que lo transfieran a St. Thomas en Birmingham. De nuevo hubo muchos inconvenientes que ocasionó que el ministro comenzará a arrojar "piedras y lodo" y a decir insultos. En el año 1848, Isabella y su familia establecieron residencia en Wyton, Huntingdonshire (que actualmente es Cambridgeshire) luego de haber pasado tiempo en Eastbourne.

## Viajes

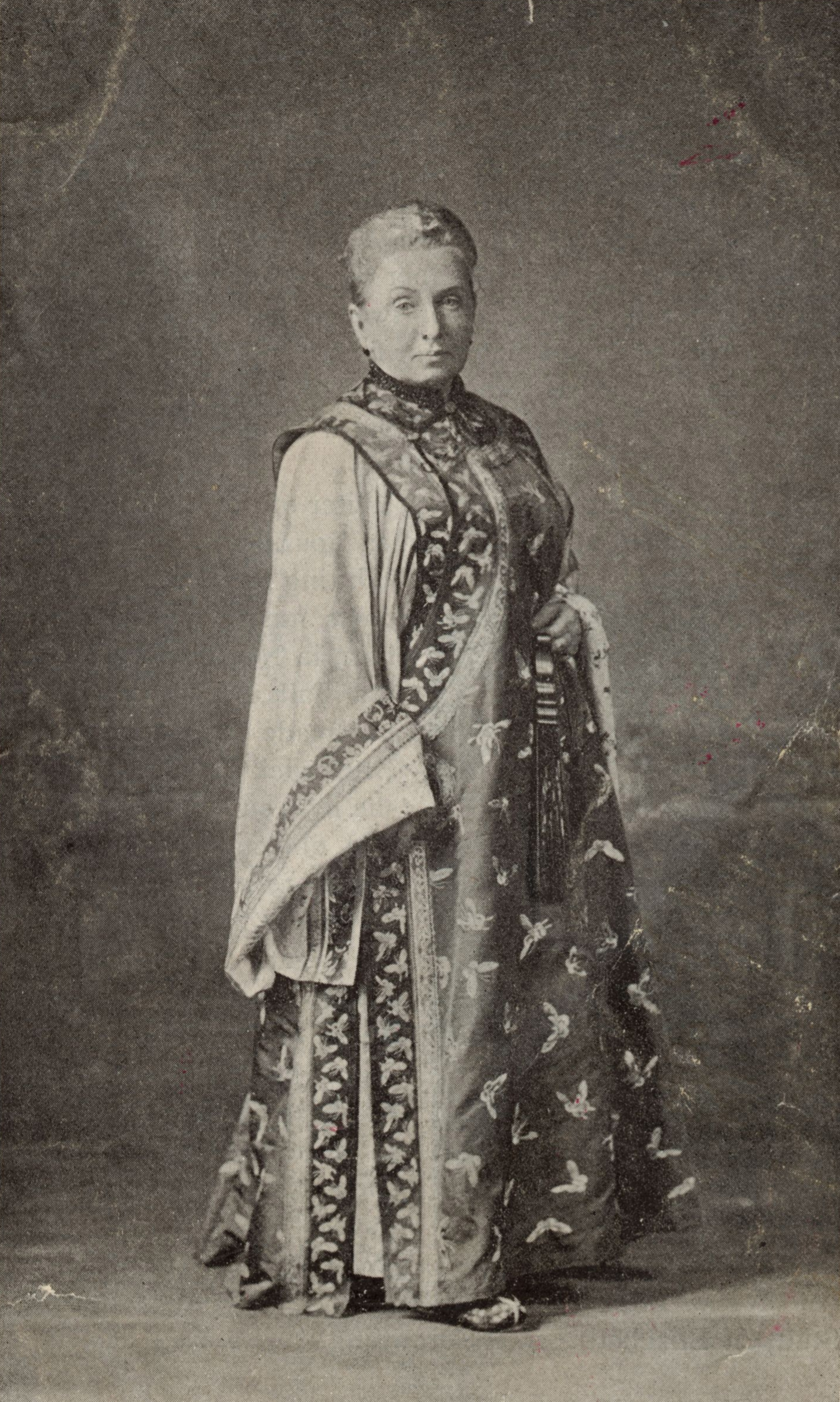
Isabella usando ropas manchurianas en una jornada a través de China.

Bird deja finalmente a Gran Bretaña en el año 1892, yendo primero a Australia, lugar que no le gustó, después fue a Hawái (conocido en Europa como las Islas Sandwich).

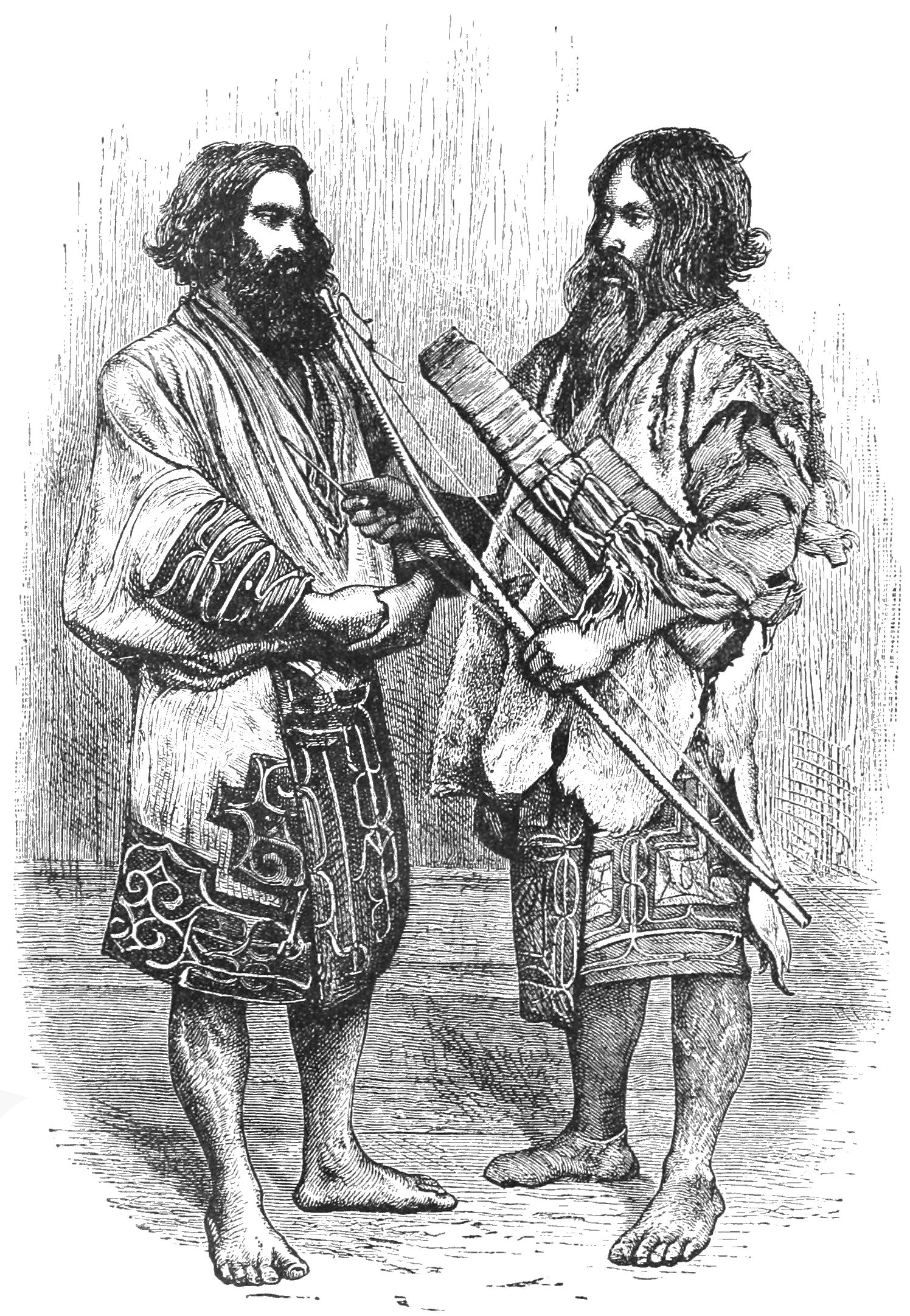
Ilustración de dos Ainu, originalmente de su texto de Unbeaten Tracks in Japan

## Últimos años

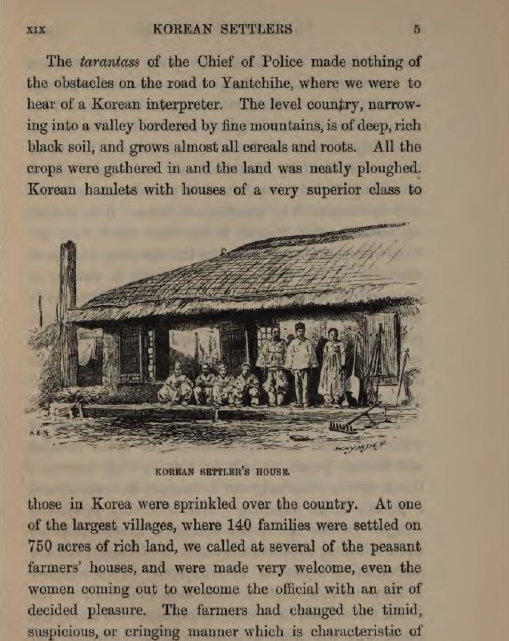
Korea and Her Neighbours (1898)

Llega al subcontinente en febrero de 1889.

## Obra
- The Englishwoman in America (1856)
- The aspects of religion in the United States of America (1859)
- Pen and Pencil Sketches Among The Outer Hebrides (published in The Leisure Hour) (1866)
- Notes on Old Edinburgh (1869)
- The Hawaiian Archipelago (1875)
- The Two Atlantics (published in The Leisure Hour) (1876)
- Australia Felix: Impressions of Victoria and Melbourne (published in The Leisure Hour) (1877)
- A Lady's Life in the Rocky Mountains (1879)
- Unbeaten Tracks in Japan (1880) Volume 1
- Sketches In The Malay Peninsula (published in The Leisure Hour) (1883)
- The Golden Chersonese and the Way Thither New York: G. P. Putnam's Sons, 1883  at A Celebration of Women Writers
- A Pilgrimage To Sinai (published in The Leisure Hour) (1886)
- Journeys in Persia and Kurdistan (1891) Volume 1
- Among the Tibetans (1894) Available online Archivado el 29 de diciembre de 2014 en Wayback Machine. from the University of Adelaide, Australia. Also Available online from The Project Gutenberg.
- Korea and her Neighbours (1898)  Volume 1 Volume 2
- The Yangtze Valley and Beyond (1899)
- Chinese Pictures: notes on photographs made in China (New York : C. L. Bowman, 1900)
- Notes on Morocco (published in the Monthly Review) (1901)